# Secol
Un secol (din latină saeculum) este o perioadă de o sută de ani consecutivi care începe la 1 ianuarie al anilor care se termină cu 0: anul 0, 100, 200, ... , 1900, 2000,2100, ... pentru anii de după Hristos (d.Hr.). Secolele dinainte de Hristos (î.Hr.) sunt 00 - 01 (exemplu: secolul al V-lea î.Hr. este intre 500-401 î.Hr.)
Uneori se presupune (în mod eronat) că de ex. secolul al XXI-lea sau și mileniul al III-lea au început la 1 ianuarie 2000. Este adevărat că sărbătorirea lor a avut loc la această dată, dar corect este că ambele au început abia la 1 ianuarie 2001. Aceasta din cauză că la numărătoarea anilor anul zero nu a fost prevăzut nici în sistemul iulian, nici în cel gregorian, astfel încât după anul 1 î.Hr. a urmat direct anul 1 d.Hr.